# 드라이브 (영화)
《드라이브》(영어: Drive)는 2024년 개봉한 대한민국의 스릴러 영화이다. 박동희 감독의 장편 상업영화 데뷔작이다.

## 출연
- 박주현 : 한유나 역
- 김여진 : 박정숙 역
- 김도윤 : 최윤석 역
- 정웅인 : 나진수 역
- 하도권 : 조성우 역
- 전석호 : 운전자 사내 역
- 최윤라 : 리아 역
- 김혜나 : 홍보팀장 역

## 기타
- 제공사 : 메리크리스마스, 미시간벤처캐피탈
- 주인공인 스트리머 한유나 역을 연기한 배우 박주현은 실제로 2022년초까지 적극적으로 유튜브 활동을 하기도 했었다[1]

## 수상 목록
- 2024년 제45회 청룡영화상 신인여우상 (박주현)